# Fask
Fask  (in arabo فاصك‎?) è un centro abitato e comune rurale del Marocco situato nella provincia di Guelmim, regione di Guelmim-Oued Noun. Conta una popolazione di 3 943 abitanti (censimento 2014).